# Diviacke kruhy
Diviacke kruhy jsou chráněný areál v katastrálním území Diviaky města Turčianske Teplice v okrese Turčianske Teplice v Žilinském kraji na Slovensku. Území bylo vyhlášeno v roce 2001 a jeho rozloha je 1,96 hektaru. Předmětem ochrany je genofondová lokalita mokřadních společenstev, především vodních ptáků, obojživelníků a mokřadních druhů rostlin.